# Torusknoten

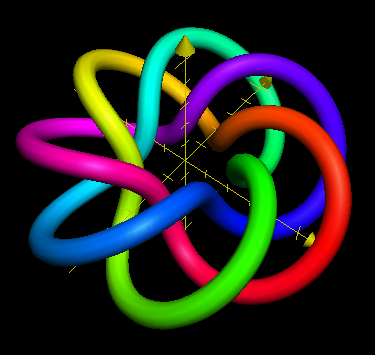
Ein Torusknoten

Ein Torusknoten ist in der Knotentheorie ein Knoten, welcher auf einem (unverknoteten) Torus im dreidimensionalen Raum gezeichnet werden kann.

## Parametrisierung
Ein Torusknoten wird durch zwei ganzzahlige, teilerfremde Parameter bestimmt (p und q), die angeben, wie oft der Knoten den Torus außenrum und durch das Loch umrundet. Eine Parameterdarstellung eines Torusknotens mit Parametern p und q ist:
{\displaystyle x(t)=(2+\cos pt)\cos qt,\qquad y(t)=(2+\cos pt)\sin qt,\qquad z(t)=\sin pt.}
Die Kurve liegt überschneidungsfrei auf dem Torus, der in Zylinderkoordinaten durch {\displaystyle (r-2)^{2}+z^{2}=1} definiert werden kann.
Damit man hier wirklich einen Torusknoten erhält, müssen {\displaystyle p} und {\displaystyle q} teilerfremd sein, anderenfalls erhält man eine Verschlingung mit {\displaystyle \operatorname {ggT} (p,q)} Komponenten.

## Eigenschaften
Der einfachste nicht-triviale Torusknoten ist die Kleeblattschlinge. Ein Torusknoten ist genau dann trivial, wenn p = ±1 oder q = ±1. Jeder (nicht-triviale) Torusknoten ist chiral, das heißt, er ist nicht in sein Spiegelbild deformierbar.
Das Komplement eines Torusknotens ist eine Seifert-Faserung. Insbesondere sind Torusknoten keine hyperbolischen Knoten.
Torusknoten entstehen in der Singularitätentheorie als Schnitt der komplexen Hyperfläche
{\displaystyle z^{p}+w^{q}=0}
mit der Einheitssphäre {\displaystyle S^{3}\subset \mathbb {C} ^{2}}.
Das Komplement des Torusknotens ist ein Faserbündel über dem Kreis mit Monodromie endlicher Ordnung. Wenn der Knoten als Schnitt der Einheitssphäre mit der Hyperfläche {\displaystyle z^{p}+w^{q}=0} gegeben ist, kann man die Faserung {\displaystyle p:S^{3}-K\rightarrow S^{1}} durch {\displaystyle p(z,w)={\frac {z^{p}+w^{q}}{\parallel z^{p}+w^{q}\parallel }}} definieren.

## Invarianten
Die Kreuzungszahl eines {\displaystyle (p,q)}-Torusknotens mit {\displaystyle p,q>0} ist
{\displaystyle c=\min((p-1)q,(q-1)p).}
Das minimale Geschlecht einer Seifertfläche eines Torusknotens mit {\displaystyle p,q>0} ist
{\displaystyle g={\frac {1}{2}}(p-1)(q-1).}
Das Alexander-Polynom eines Torusknotens ist
{\displaystyle {\frac {(t^{pq}-1)(t-1)}{(t^{p}-1)(t^{q}-1)}}.}
Das Jones-Polynom eines (rechtshändigen) Torusknotens ist
{\displaystyle t^{(p-1)(q-1)/2}{\frac {1-t^{p+1}-t^{q+1}+t^{p+q}}{1-t^{2}}}.}